# Lulworthiaceae
Die  Lulworthiaceae sind die einzige  Familie der Ordnung Lulworthiales der Schlauchpilze. Sie bauen Holz und anderes pflanzliche Gewebe von Marschpflanzen in marinen Standorten und Flussmündungen ab.

## Merkmale
Die Arten bilden dunkle Fruchtkörper mit einer Öffnung (Ostiolum). Sie sind fast kugelig bis zylindrisch. Sie sind auf dem Wirtsgewebe oder in dieses eingesenkt. Ein sogenanntes Hamathecium (interascales Gewebe zwischen den einzelnen Asci) fehlt, zumindest während der Entwicklung gibt es im Centrum dünnwandiges, durchscheinendes Pseudoparenchym. Die Asci sind dünnwandig und öffnen sich früh. Sie sind zylindrisch bis spindelförmig und unitunikat (einwandig). Die Ascosporen sind fadenförmig,  septiert oder unseptiert und besitzen oft schleimhaltige Apikal-Kammern oder -Anhänge.
Es sind nur zwei Anamorphen bekannt, die beide zu den Hyphomyceten zählen.

## Lebensweise und Ökologie
Arten der Lulworthiaceae bauen Holz und anderes pflanzliche Gewebe von Marschpflanzen in marinen Standorten und Flussmündungen ab. Manche Arten leben auf Algen.

## Systematik
Die Familie Lulworthiaceae und gleichzeitig die Ordnung Lulworthiales wurden 2000 von Jan Kohlmeyer, Joseph W. Spatafora und Brigitte Volkmann-Kohlmeyer beschrieben.
Folgende Gattungen gehören zur Familie:
- Lulworthiaceae mit sechs Gattungen
  - Cumulospora: mit zwei Arten
  - Halazoon:mit zwei Arten
  - Halophilomyces: mit einer Art
  - Haloguignardia: mit sechs Arten, besiedelt Algen
  - Hydea: mit einer Art
  - Kohlmeyeriella: mit zwei Arten
  - Lindra:mit fünf Arten
  - Lulwoana: mit sechs Arten
  - Lulwoidea: mit einer Art
  - Lulworthia: mit ungefähr 20 Arten
  - Lulwoidea: mit einer Art
  - Matsusporium: mit einer Art
  - Moleospora: mit einer Art
  - Orbimyces: mit einer Art
  - Paralulworthia: mit sechs Arten
  - Rambellisea: mit einer Art
  - Rostrupiella: mit einer Art
  - Sammeyersia: mit einer Art

Folgende Gattungen gehören zur Ordnung, sind aber keiner Familie zugeordnet, sind also incertae sedis:
- - Hiogispora: mit einer Art
  - Paramoleospora: mit einer Art

Die zeitweise zur Ordnung gestellten Spathulosporaceae gehören jetzt zur Ordnung der Spathulosporales.

## Belege